# Duizendkorrelgewicht
Het duizendkorrelgewicht is het gewicht dat 1000 korrels wegen. Deze factor wordt vooral toegepast in de landbouw, bij zaden.
Het duizendkorrelgewicht geeft een indicatie voor het gemiddelde gewicht van een zaad. Vaak is er een onderlinge spreiding in grootte van een zaad, bijvoorbeeld afhankelijk van de plaats in de aar of peul, maar ook kunnen de zaden van een bepaalde plant lichter of zwaarder zijn dan een plant van een iets ander ras, of van een plant die in andere omstandigheden (zonlicht, water) is gegroeid. Het duizendkorrelgewicht neemt af als het zaad droogt. Doordat in de regel de dichtheid van de zaden bekend is, kan uit het duizendkorrelgewicht het gemiddelde korrelvolume worden afgeleid.

## Handel
Het duizendkorrelgewicht heeft een functie in de handel, omdat voor bepaalde toepassingen een bepaald korrelgewicht gewenst is. Zo is bij het bereiden van bier een hoog duizendkorrelgewicht van gerst van minstens 45-50 gram (bij 16% vocht) gewenst. Bij het malen van tarwe zal graan met een hoog korrelgewicht relatief meer bloem en minder zemelen opleveren.

## Akkerbouw
Bij berekeningen voor het machinaal zaaien van zaad voor landbouwgewassen wordt het duizendkorrelgewicht gebruikt. Voor veel zaden geldt dat grotere korrels weliswaar een wat grotere kans hebben om te kiemen, maar dat een kilo minder zaden bevat en dus potentieel minder planten oplevert. Bovendien moeten zaaimachines aangepast moeten worden aan het korrelvolume, om te zorgen dat het juiste aantal zaden op een bepaalde oppervlakte wordt uitgezaaid.

## Voorbeeldwaarden
Het duizendkorrelgewicht kan per plantensoort zeer aanzienlijk verschillen. Hieronder ter illustratie een lijstje van gemiddelde waarden per plantensoort, van een aantal voedingsgewassen:
| plantensoort | duizendkorrelgewicht (in gram) |
| ------------ | ------------------------------ |
| teff         | 0,3-0,4                        |
| maanzaad     | 0,4-0,5                        |
| psyllium     | 2                              |
| gierst       | 2,6                            |
| koolzaad     | 3-7,5                          |
| tarwe        | 30-40                          |
| linzen       | 30-80                          |
| erwten       | 125-300                        |
| maïs         | 380                            |
| kokosnoot    | 680.000                        |